# Rothenthurm-Initiative

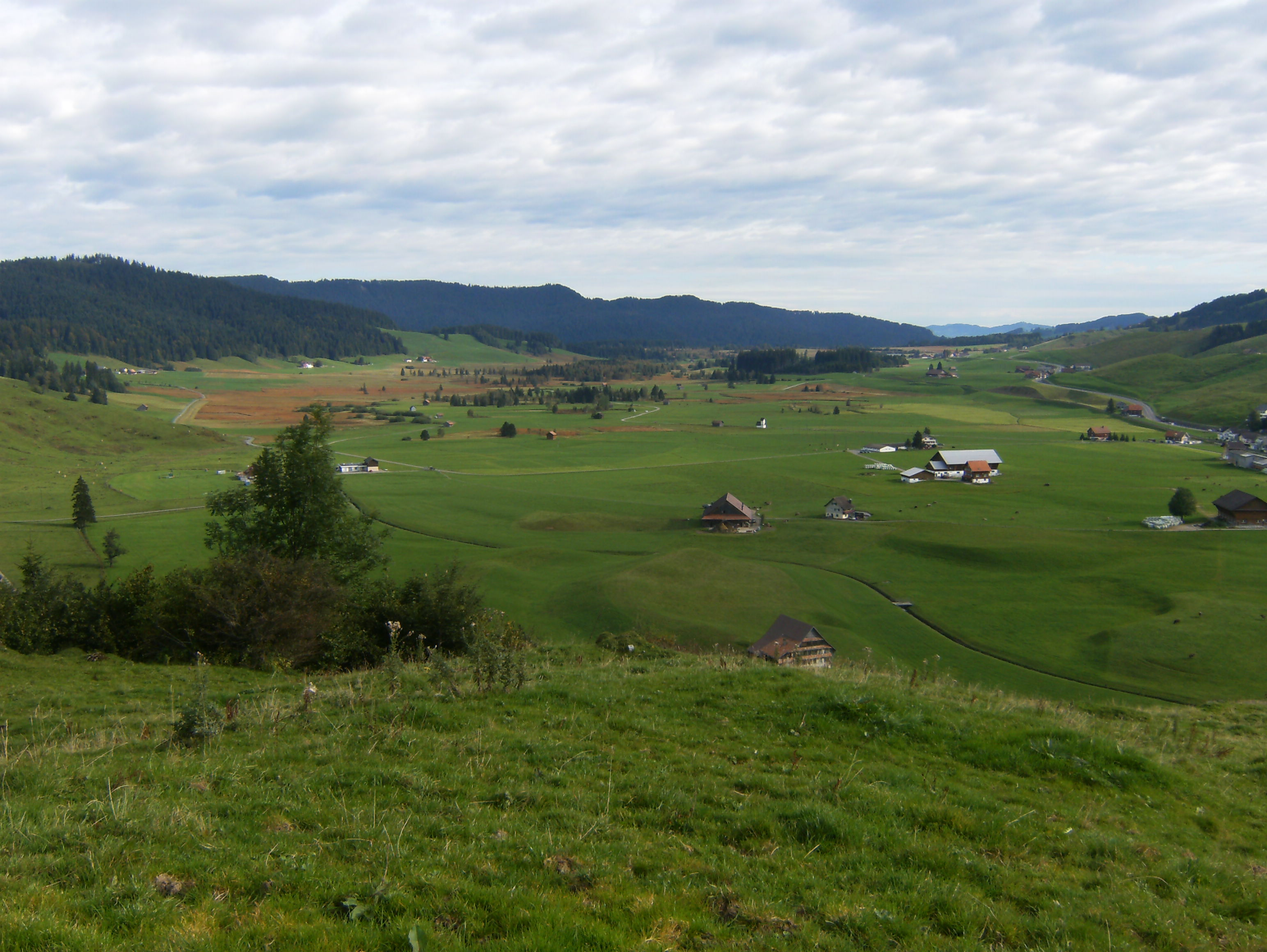
Die Rothenthurmer Moorlandschaft von Südwesten her gesehen (2014)

Die Rothenthurm-Initiative (vollständige Bezeichnung Volksinitiative «zum Schutz der Moore – Rothenthurm-Initiative») war eine Volksinitiative, die am 6. Dezember 1987 in der Schweiz in einer Volksabstimmung angenommen wurde. Benannt war sie nach der Gemeinde Rothenthurm im Kanton Schwyz. Dort und in der Nachbargemeinde Oberägeri im Kanton Zug setzten sich die Einheimischen gemeinsam mit Umweltschutzorganisationen gegen den geplanten Bau eines Waffenplatzes der Schweizer Armee zur Wehr, da sie die Zerstörung der landschaftlich und ökologisch wertvollen Rothenthurmer Moorlandschaft, des grössten Gebiets dieser Art in der Schweiz, befürchteten. Die im September 1983 eingereichte Initiative weitete das anfangs rein lokale Anliegen zu einem nationalen Thema aus, das die Schweizer Politik über Jahre beschäftigte. Sie verlangte, dass Moore von nationaler Bedeutung zu Schutzobjekten erklärt werden und dass darin weder Anlagen gebaut noch Bodenveränderungen vorgenommen werden dürfen; davon ausgenommen sollten nur bereits bestehende landwirtschaftliche Gebäude und Schutzbauten sein.
In der Endphase des Kalten Kriegs beharrte das Eidgenössische Militärdepartement auf den Bau des Waffenplatzes, da er für die Landesverteidigung unabdingbar sei. Die Behörden und die im Parlament vertretenen bürgerlichen Parteien unterschätzten das gestiegene Umweltbewusstsein der Bevölkerung und versuchten, die Initiative als Begehren von Armeegegnern darzustellen. Andererseits zählten die Initianten auf die Unterstützung linker Parteien und von Umweltschutzkreisen. Sie verstanden es in ihrer Abstimmungskampagne aber, sowohl städtisch-ökologisch geprägte Kreise als auch die durchwegs konservative und armeefreundlich eingestellte Landbevölkerung anzusprechen. Dabei thematisierten sie einerseits den Naturschutz, andererseits nutzten sie geschickt tief verankerte Geschichtsbilder der nationalen Mythen der Schweiz. Die Abstimmungsvorlage schaffte überraschend deutlich das Volks- und Ständemehr, seither ist der Moorschutz in der Schweizer Bundesverfassung verankert.

## Ausgangslage

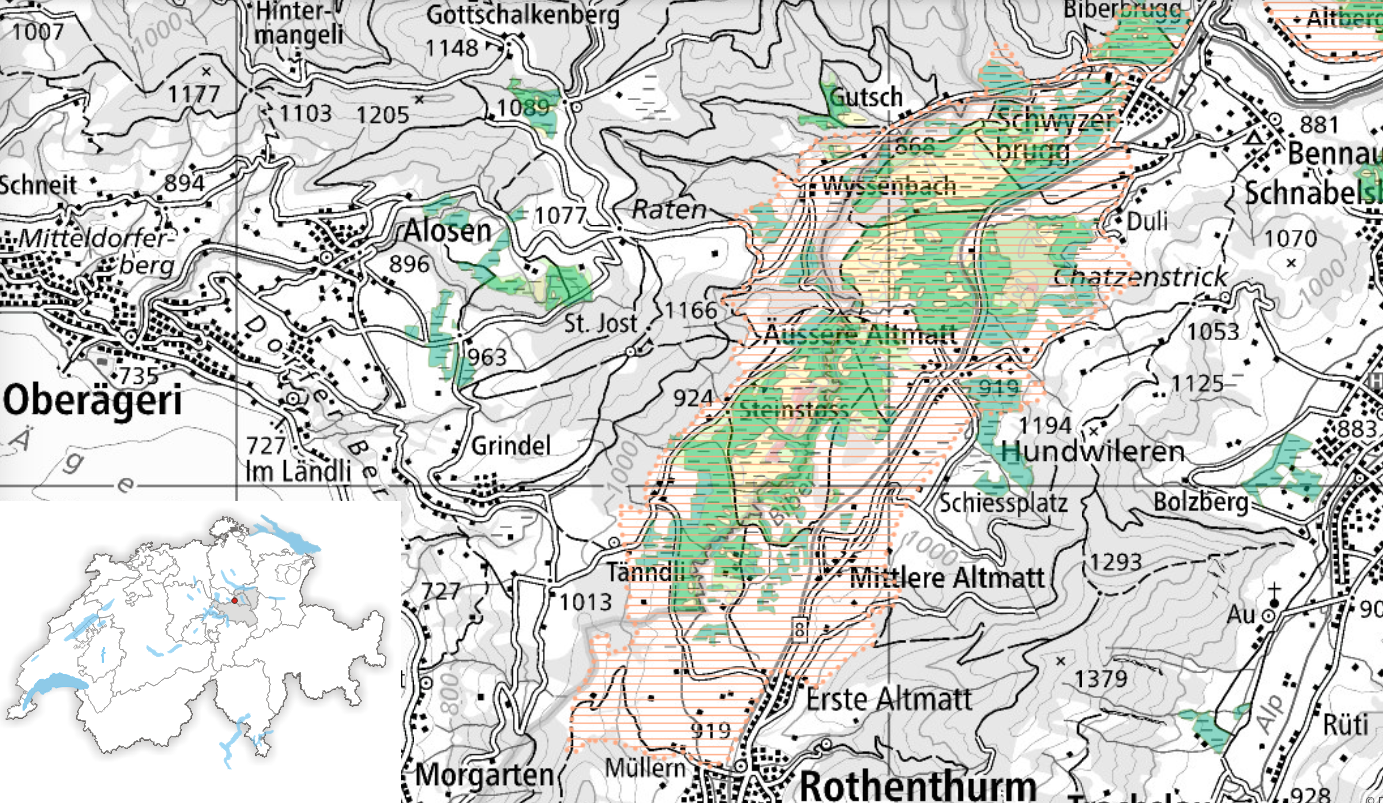
Übersichtskarte / grün: Flachmoore, gelb: Hochmoore, gestrichelt: Moorlandschaft

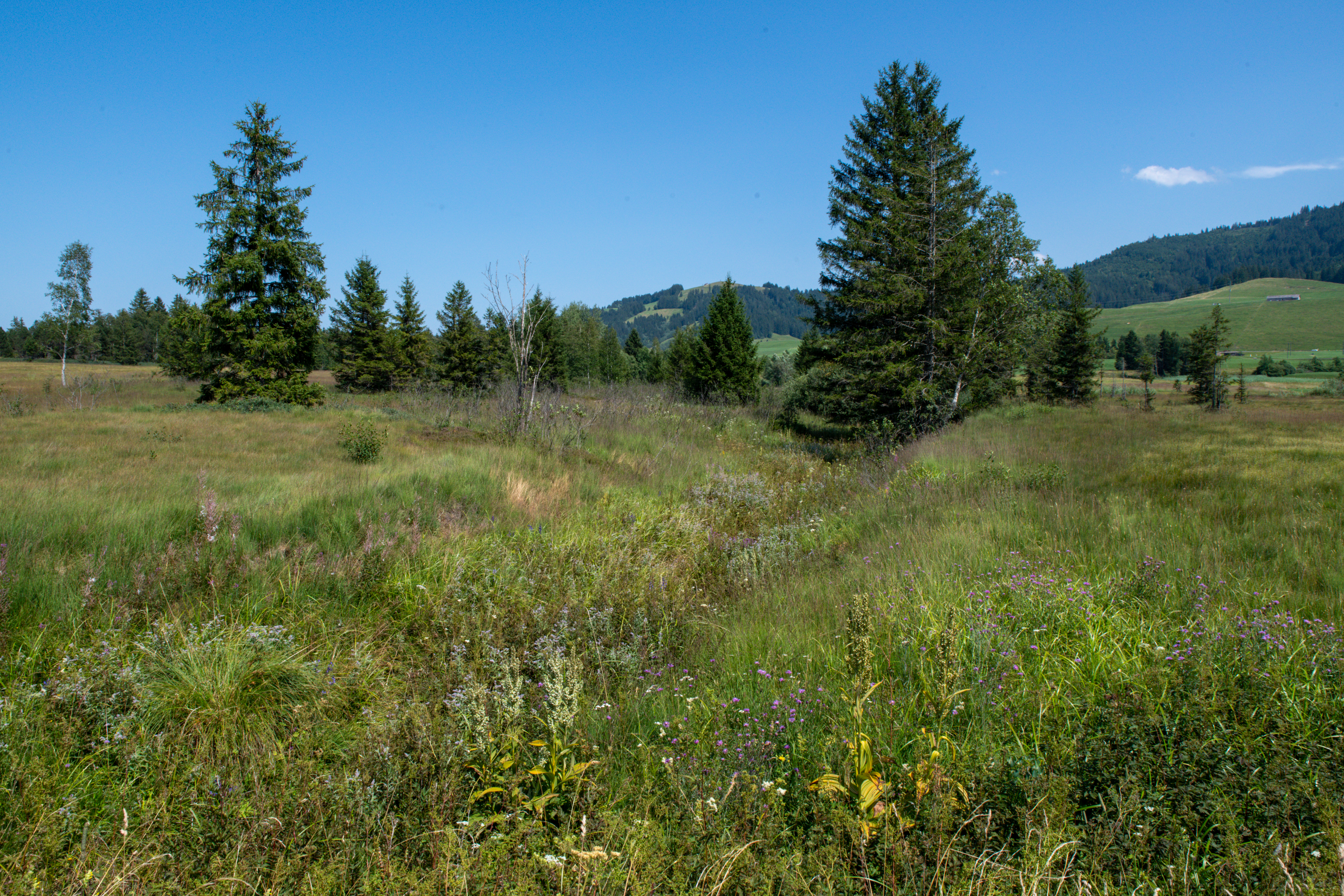
Typische Moorvegetation entlang dem Moorweg

Die Gemeinde Rothenthurm liegt im Kanton Schwyz, ungefähr in der Mitte zwischen Vierwaldstättersee und Zürichsee auf einer Höhe von etwas mehr als 900 Metern. Entlang der Biber, die zum Einzugsgebiet der Sihl und der Limmat gehört, erstreckt sich eine Hochebene. Sie ist zwischen die Molassehügelzüge des Höhronen im Nordwesten und des Chatzenstrick im Südosten eingebettet und reicht vom Dorf Rothenthurm im Süden aus etwa sechs Kilometern weit über die Altmatt bis nach Biberbrugg im Nordosten. Ein Teil des Geländes liegt westlich der Biber auf dem Gebiet der Nachbargemeinde Oberägeri im Kanton Zug. Auf der Hochebene befindet sich eine rund 11 km² grosse Fläche mit Hoch- und Flachmooren, die das grösste zusammenhängende Gebiet dieser Art in der Schweiz bilden. In der Landschaft, die während der letzten Kaltzeit von einem Seitenlappen des Muota-Reussgletschers geformt wurde, entstanden die Moore im Verlauf von Jahrtausenden auf verdichteten lehmigen Böden, die besonders wasserundurchlässig sind, wobei ein kühlfeuchtes Klima ihr Wachstum förderte.
Auf den höchsten Stellen findet sich natürliche, primäre Hochmoorvegetation in Form von Torfmoos-Bergföhrenwald, der in Bruchwald aus Föhren und Kiefern übergeht. Ebenfalls vorherrschend sind sekundäre, trockenere Hochmoor-Formen aus Bulten und Rasenbinsen. Nur noch spärlich vorhanden sind nassere Bereiche mit Schlenkenvegetation und Übergangsmooren, während sich an den trockensten oder stark degradierten Stellen subatlantische Zwergstrauchheide ausbreitet. Entlang der mäandrierenden und grösstenteils unverbauten Biber stehen mehrere Auwälder. Am Oberlauf der Biber finden sich Feuchtwiesen und Krautsäume. Die Moorlandschaft ist Heimat einer vielfältigen Flora und Fauna.
Dass das Rothenthurmer Moorgebiet trotz dem Torfabbau vom 18. bis zum 20. Jahrhundert im Gegensatz zu ähnlichen Flächen in der Schweiz weitestgehend erhalten blieb, hängt insbesondere mit der traditionellen Bewirtschaftung durch alteingesessene Bauernfamilien zusammen. Sie düngen die Flachmoore nicht und mähen sie nur einmal im Herbst, wodurch sie der Verwaldung entgegenwirken. Das dabei anfallende Schnittgut verwenden sie als Einstreu im Stall oder als mageres Heu. Ein bedeutender Teil der Parzellen ist nicht in Privatbesitz, sondern gehört – wie in der Innerschweiz üblich – einer Korporation, einer öffentlich-rechtlich organisierten Nutzungsgenossenschaft, deren Wurzeln bis ins mittelalterliche Allmendwesen zurückreichen. Der im Kanton Schwyz gelegene Anteil fällt überwiegend in die Zuständigkeit der Oberallmeindkorporation Schwyz, während für den im Kanton Zug gelegenen Anteil die Korporation Oberägeri zuständig ist.

## Ursachen der Volksinitiative

### Planungen für einen Waffenplatz
1943 war vorgesehen, einen bedeutenden Teil des Waffenplatzes Kloten-Bülach im Kanton Zürich zugunsten des späteren interkontinentalen Flughafens Zürich aufzugeben. Beamte des Eidgenössischen Militärdepartements (EMD) hielten nach einem möglichen Ersatzstandort Ausschau und wurden im Gebiet Rothenthurm/Biberbrugg fündig, wo ein Artillerieschiessplatz entstehen sollte. Nach zwei Jahre dauernden Abklärungen sowie Protesten von Kantons- und Gemeindebehörden entschied das EMD im November 1945, dass dem vorgesehenen Standort die militärische Eignung fehle. 1946 beschloss der Bundesrat aus diesem Grund, die in Kloten wegfallenden Gebiete stattdessen durch Ausbauten bereits bestehender Artillerieschiessplätze in Bière, Frauenfeld, Sitten und Monte Ceneri zu kompensieren.
1956 führte das EMD erneute Abklärungen in der Altmatt durch, wo in der Zwischenzeit Schiessstände für das militärische Gewehrtraining errichtet worden waren. Diese sollten um feste Einrichtungen und weitere Ausbauten zu einem vollwertigen Infanterie-Waffenplatz ausgebaut werden. In einem Bericht zuhanden der Schwyzer Kantonsregierung kam das EMD im Februar 1957 aber zum Schluss, dass alle «vom militärischen Standpunkt notwendigen Massnahmen derart gewaltige Kosten im Gefolge haben würden, dass die Verwirklichung eines Waffenplatzes im Raum Rothenthurm nicht verantwortet werden» könne. Die Verwirklichung des Projekts wurde daraufhin auf Eis gelegt.
Als Reaktion auf die geänderte Bedrohungslage infolge der Zuspitzung des Kalten Krieges begann das EMD im Jahr 1961 mit der Umsetzung der neuen Truppenordnung 61, die einen massiven Ausbau der Schweizer Armee vorsah. Da es deswegen rasch an geeigneten Waffenplätzen fehlte, musste sich die Schweizer Armee jahrelang mit zahlreichen Provisorien behelfen. Die ab 1965 im Kantonshauptort Schwyz befindliche Rekrutenschule der mechanisierten und leichten Truppen musste wegen Platznot auf andere Gemeinden ausweichen. So war ab 1967 in Rothenthurm dauerhaft eine Kompanie stationiert, eine andere in Goldau. Schulungs- und Ausbildungsräume fehlten jedoch an diesen Orten, ebenso waren die Unterkünfte ungenügend. 1973 setzte das EMD eine Planungskommission ein, um einen geeigneten Standort für einen neuen Waffenplatz der Rekrutenschule Schwyz zu finden. Der 25-köpfigen Kommission gehörten Vertreter der Kantone Schwyz und Zug, der betroffenen Gemeinden, der Korporationen, von kantonalen Fachstellen sowie von Naturschutzverbänden an.

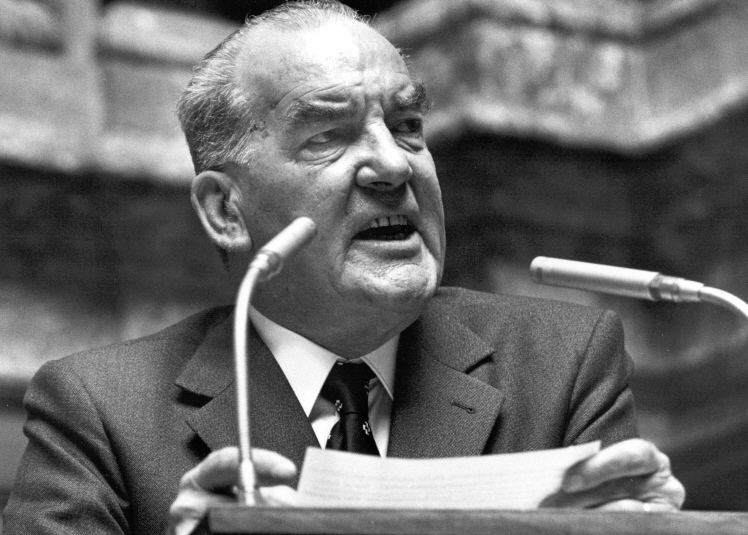
Rudolf Gnägi

Anlässlich einer Pressekonferenz in Schwyz stellte das EMD am 10. September 1974 die Grundzüge des Waffenplatzprojekts der Öffentlichkeit vor. Auf einem dreieinhalb Quadratkilometer grossen Areal nördlich von Rothenthurm waren ein Infanterieschiessplatz und ein Übungsgelände für die Aufklärung vorgesehen, zudem sollte eine Kaserne für 550 Mann errichtet werden. Es wurde mit Kosten von 50 bis 60 Millionen Franken sowie einer Bauzeit von acht Jahren gerechnet. Der Schlussbericht der Kommission lag zwei Monate später vor und enthielt geringfügige Anpassungen. Das EMD und dessen Vorsteher, Bundesrat Rudolf Gnägi (SVP), betonten bei Pressekonferenzen und Informationsveranstaltungen wiederholt, dass das Projekt unerlässlich sei, um die Truppenordnung 61 wie vorgesehen umzusetzen.

### Lokaler Widerstand gegen das Projekt
Bis zum Vorliegen des detaillierteren kantonalen Planungsberichts äusserte sich der Rothenthurmer Gemeinderat noch vorsichtig zustimmend zum Projekt. Er strich den volkswirtschaftlichen Nutzen hervor und machte sich nur bezüglich der Lärmemissionen der geplanten Schiessplätze Sorgen. In der Bevölkerung hingegen war das Projekt von Anfang an umstritten, insbesondere bei den direkt betroffenen Landwirten. Bereits Mitte Dezember 1973 bildete sich das lokale «Aktionskomitee gegen einen Waffenplatz», das sich dafür einsetzte, «dass Rothenthurm auch in Zukunft ein wohnlicher und lebenswerter Ort bleiben wird», denn die wenige Jahre zuvor angelaufene touristische Entwicklung eröffne der Gemeinde auch ohne Waffenplatz neue wirtschaftliche Perspektiven. Im August 1974 erfuhr der Gemeinderat über Kontaktpersonen in der kantonalen Verwaltung, dass der endgültige Entscheid ohnehin nicht bei der Gemeinde liege, sondern bei der Bundesversammlung. Er beschloss deshalb, seine offizielle Stellungnahme zum Planungsbericht an die Kantonsregierung aufzuschieben und zuerst eine Konsultativabstimmung durchzuführen, um die Meinung in der Bevölkerung auszuloten. Diese fand am 8. Juni 1975 statt und erbrachte ein klares Ergebnis: Bei einer Beteiligung von 87,3 Prozent fiel das Projekt mit 537 zu 101 Stimmen durch, was einem Nein-Anteil von 88,3 Prozent entsprach.
Angesichts des unmissverständlichen (aber rechtlich nicht bindenden) Ergebnisses forderte der Gemeinderat die Kantonsregierung auf, dem Wunsch der Bevölkerung Rechnung zu tragen. Er sei überzeugt, «dass auch Sie verehrte Herren Regierungsräte, wie die zuständigen Bundesstellen und Parlamentarier, dem Volkswillen unserer Talschaft die gebührende Beachtung und Aufmerksamkeit entgegenbringen». Die Kantonsregierung und das EMD zeigten sich jedoch unbeeindruckt. Sie nahmen das Ergebnis lediglich zur Kenntnis und fuhren mit dem Planungsprozess fort, wie wenn nichts geschehen wäre. Der Gemeinderat fühlte sich durch das Ignorieren der Volksabstimmung nicht ernst genommen und sah sich deshalb in der Pflicht, den Waffenplatz mit allen ihm zur Verfügung stehenden Mitteln zu bekämpfen. Zwei Jahre später beschloss er sogar, jegliche Verhandlungen mit EMD-Vertretern zu boykottieren, worauf die Gemeindeversammlung im Juni 1977 einem entsprechenden Antrag zustimmte. Zwar kam es vereinzelt zu informellen Gesprächen, dennoch wollte sich der Gemeinderat weitere drei Jahre später den eingeschlagenen Kurs bestätigen lassen. Die Gemeindeversammlung entschied mit dem notwendigen Quorum (ein Fünftel aller Stimmberechtigten), zu dieser Frage eine Urnenabstimmung durchführen zu lassen. Am 18. Mai 1980 sprachen sich 375 für die Fortsetzung des Verhandlungsboykotts aus, 238 waren dagegen.

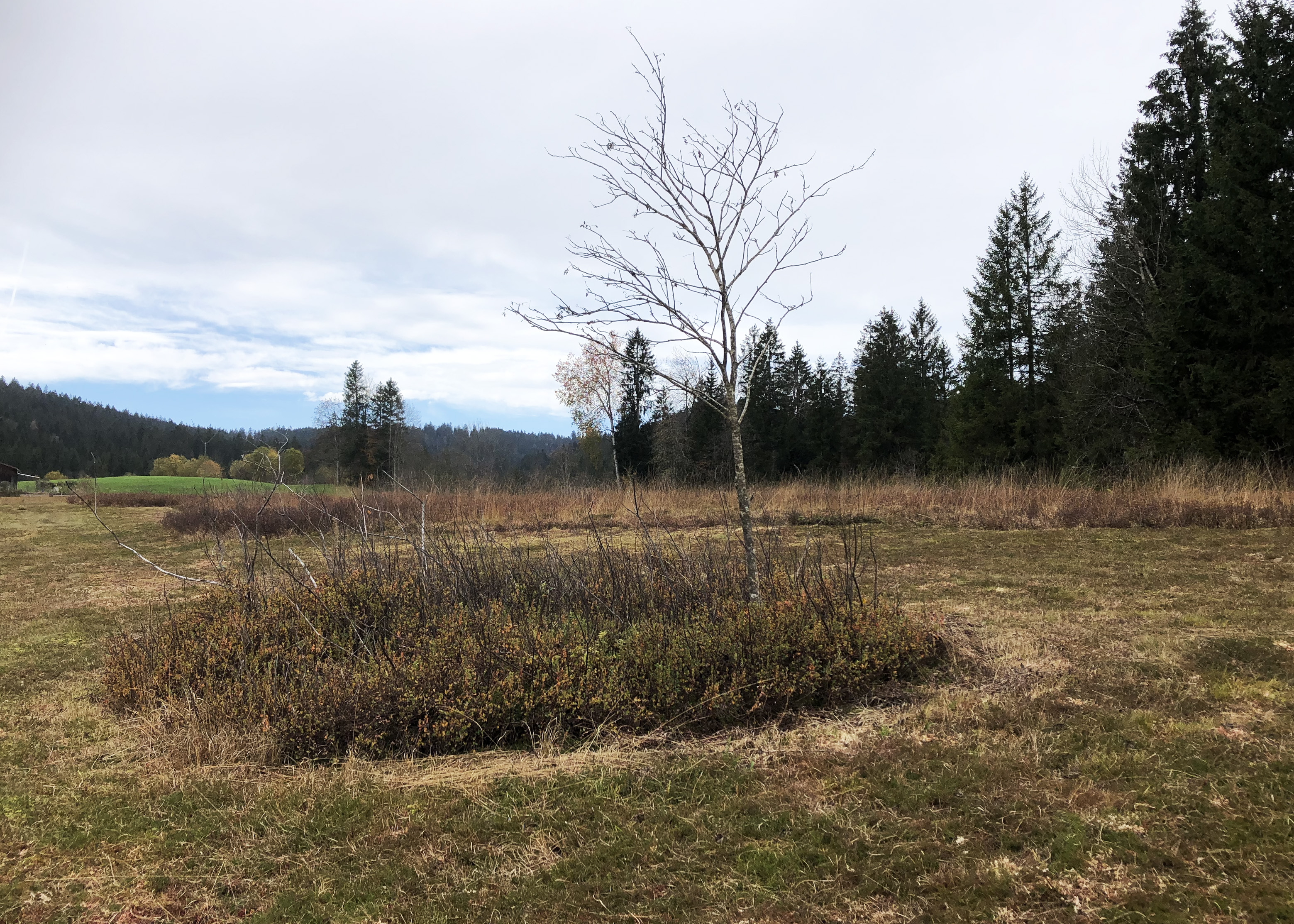
Hochmoor bei Oberägeri

Gemäss dem Bauprojekt sollte die Korporation Oberägeri dem Bund 68,5 Hektaren Land verkaufen, das westlich der Biber auf dem Gebiet der Gemeinde Oberägeri im Kanton Zug lag. Der Korporationsrat, die Exekutive dieser Korporationsgemeinde, gab im März 1975 eine negative Stellungnahme ab und begründete sie damit, dass zwei Gehöfte umgesiedelt werden müssten (in Rothenthurm weitere vier bis sechs). Die Genossenversammlung (Legislative) konnte sich erst zweieinhalb Jahre später dazu äussern, nachdem mehrere Korporationsbürger mittels Unterschriftensammlung eine ausserordentliche Generalversammlung einberufen hatten. Am 28. Oktober 1977 entschied sie in geheimer Abstimmung mit 154 zu 95 Stimmen, «dem EMD grundsätzlich kein Land für den geplanten Waffenplatz zur Verfügung zu stellen» – und zwar noch bevor überhaupt ein konkretes Kaufangebot vorlag. In der Zwischenzeit gründete sich im Herbst 1975 in Oberägeri das «Aktionskomitee Pro Ägeriried», das ähnliche Ziele verfolgte wie sein Pendant in der Nachbargemeinde Rothenthurm.
Die Oberallmeindkorporation Schwyz (OAK) besass 175 Hektaren Land, die der Bund für den Waffenplatz benötigte. Verhandlungen zwischen einer vom Bund eingesetzten Landerwerbskommission und einer OAK-Delegation begannen im Herbst 1977. Der betont armeefreundlich auftretende OAK-Verwaltungsrat war mit dem ausgehandelten Kauf- und Tauschvertrag einverstanden. Er betonte den wirtschaftlichen Nutzen für die Korporation, während der Naturschutz für ihn nur eine untergeordnete Rolle spielte. Als die Korporationsbürger am 22. Oktober 1978 zu ihrer jährlichen Landsgemeinde in Ibach zusammentrafen, um über den Vertrag zu befinden, fiel das Ergebnis trotz der klaren Positionierung des Verwaltungsrates unerwartet knapp aus: 1150 stimmten dem Landverkauf ans EMD zu, 1115 waren dagegen.

### Rothenthurm wird zum nationalen Thema
Erstmals überhaupt in ihrer über tausendjährigen Geschichte hatte die Oberallmeindkorporation zu einer Pressekonferenz geladen, denn in der Zwischenzeit hatte die Auseinandersetzung um das Rothenthurmer Waffenplatzprojekt das Interesse der nationalen Medien geweckt. Dafür verantwortlich war insbesondere die «Arbeitsgemeinschaft gegen einen Waffenplatz in Rothenthurm» (AWAR), die am 14. April 1978 in der Stadt Zug gegründet wurde. Gemäss den Statuten bestand ihr Zweck darin, «verschiedene gewaltlose Kräfte, die gegen einen Waffenplatz in Rothenthurm und Umgebung und für die Erhaltung des Hochmoors Ägeriried sind, zusammenzufassen». Präsident war der Landwirt Adolf Besmer aus Oberägeri, der seinen seit vier Generationen von der Korporation gepachteten Bauernhof hätte verlassen müssen und über die Jahre zu einer Art Symbolfigur des Widerstands wurde. Die AWAR ergänzte die bestehenden lokalen Aktionskomitees und war auf die nationale Öffentlichkeitsarbeit fokussiert. Über die Jahre gelang es der AWAR, weite Bevölkerungskreise auf ihr Anliegen aufmerksam zu machen. Sie war häufig in den Medien präsent, produzierte Informationsbroschüren, Poster und Postkarten, organisierte Ausstellungen und Tonbildschauen und stellte regelmässig Anfragen in den Kantonsparlamenten von Zug und Schwyz.
Mit juristischen Schritten gegen Teilaspekte versuchte die AWAR, die Ausführung des Projekts möglichst lange zu verzögern. Beispielsweise legte sie eine Stimmrechtsbeschwerde gegen den Beschluss der OAK-Landsgemeinde ein und verlangte die Aufhebung des Beschlusses, da es zu Beeinflussungsversuchen seitens von Arbeitgebern gekommen sei und es verschiedene Verfahrensmängel gegeben habe. Nach dem Regierungsrat und dem Verwaltungsgericht des Kantons Schwyz wies im Oktober 1979 auch das Bundesgericht die Beschwerde ab.
In der Zwischenzeit trieben die Behörden die Planungen voran. Am 8. Februar 1978 veröffentlichte der Bundesrat zuhanden der Bundesversammlung eine Botschaft «über militärische Bauten und Landerwerbe». Neben zahlreichen anderen Ausgabenposten in der Höhe von insgesamt 431 Millionen Franken war darin auch die Forderung enthalten, einen Kredit von fünf Millionen zu genehmigen, der für den Grundstückserwerb in Rothenthurm vorgesehen war. Nähere Informationen zum Waffenplatzprojekt selbst waren zu diesem Zeitpunkt weiterhin nicht vorhanden. In den parlamentarischen Debatten zu dieser Frage betonte Bundesrat Gnägi, dass das Bedürfnis nach einem Waffenplatz unbestritten sei. Ebenso bemühe sich das EMD, beim Landerwerb ein gutes Einvernehmen mit den Eigentümern zu finden. In jedem Falle bleibe die Existenzgrundlage der Landwirtschaft erhalten, und es sei auch kein Naturschutzgebiet betroffen. Weder das Landschaftsbild noch die dortigen Langlaufloipen würden durch das militärische Wegenetz beeinträchtigt. Der Ständerat genehmigte den Antrag am 20. Juni einstimmig, der Nationalrat folgte am 19. September mit 133 zu 12 Stimmen.

G.-A. Chevallaz

Das EMD, das nach Gnägis Rücktritt seit Januar 1980 unter der Leitung von Georges-André Chevallaz (FDP) stand, konnte bis Ende 1982 mit den bewilligten Finanzmitteln bei einem Gesamtbedarf von 354 Hektaren relativ problemlos etwa 218 ha erwerben. Die Grundstücke stammten einerseits von Landwirten, wobei für drei von ihnen Realersatz an anderen Orten gefunden werden konnte. Andererseits gehörte nun auch die Genossame Arth zu den Verkaufswilligen – eine Teilsektion der OAK, die ebenfalls Grundstücke im Rothenthurmer Moorgebiet besass. Noch im Januar 1978 hatten die Korporationsmitglieder ein Kaufangebot des EMD mit 39 zu 32 Stimmen abgelehnt. Zwei Jahre später kamen sie auf ihren Entschluss zurück und genehmigten mit 95 zu 48 Stimmen den Verkauf von 22 ha Land für 950'000 Franken.
48 Landbesitzer, denen die fehlenden 136 ha gehörten, weigerten sich weiterhin beharrlich. Am 29. September 1981 drohte Chevallaz den Widerspenstigen, dass er im folgenden Jahr ein Enteignungsverfahren einleiten werde. Die Reaktion der AWAR fiel heftig aus: «Uns geht es jetzt wie dem Volk von Afghanistan mit den Russen. Der Bund will uns das Land einfach wegnehmen.» Der Rothenthurmer Gemeindepräsident Josef Beeler kündigte umgehend verstärkten Widerstand an: «Wenn das EMD so vorgehen will, wehren wir uns erst recht.» Im Zusammenhang mit der Enteignungsdrohung dürfte ein Brandanschlag am 8. Oktober 1981 stehen. In den frühen Morgenstunden brannte in Rothenthurm eine leerstehende Militärbaracke. Die örtliche Feuerwehr konnte den Brand löschen, obwohl er an mehreren Stellen gleichzeitig mit Vorsatz gelegt worden war. Der Sachschaden war gering. Aufgesprayte Parolen deuteten auf eine Täterschaft in den Reihen der Waffenplatzgegner hin, auch wenn die Täter nie gefunden werden konnten. Die AWAR verurteilte umgehend «solche Formen der Auseinandersetzung».

### Enteignungsandrohung und Proteste
Die AWAR begann bald mit dem WWF Schweiz zusammenzuarbeiten und profitierte so von dessen Strukturen und Netzwerken. Finanziell unterstützte der WWF die AWAR erstmals im Mai 1980 bei einer Beschwerde gegen den Bundesrat. Im Gegenzug musste sich die AWAR dazu verpflichten, nicht nur gegen den Waffenplatz vorzugehen, sondern sich auch gegen jede andere Beeinträchtigung der Moorlandschaft einzusetzen. Dem Naturschutz gegenüber waren insbesondere die Rothenthurmer Landwirte anfangs skeptisch eingestellt, da sie befürchteten, es sei in Zukunft überhaupt keine Bewirtschaftung mehr möglich. Die Bedenken konnten zerstreut werden, und am 29. Oktober 1981 hielten beide Organisationen ihre erste gemeinsame Pressekonferenz ab. Wortführer waren AWAR-Präsident Besmer und WWF-Geschäftsführer Claude Martin. Letzterer betonte, dass in Rothenthurm Landwirtschaft und Naturschutz im Einklang stünden: «Der Bauer ist hier noch Natur-Erhalter mit einer tiefen Verbundenheit zum Moor. Dieses hat nicht zuletzt deshalb sein schützenswertes Gepräge, weil es bewirtschaftet wird.» Von den übrigen grossen Naturschutzorganisationen stand zunächst nur der Rheinaubund vorbehaltlos auf der Seite der Waffenplatzgegner. Die Geschäftsführung des bürgerlich geprägten Schweizerischen Bunds für Naturschutz (SBN) verkaufte 1982 zwei Parzellen, nachdem sie informell erfahren hatte, dass das EMD und der Kanton Schwyz zu Zugeständnissen beim Moorschutz bereit wären. Innerhalb des SBN war dieser Schritt sehr umstritten und führte dazu, dass über 450 Mitglieder aus Protest zurücktraten.
Weiterhin erbitterten Widerstand leistete die Genossame Rothenthurm. Deren Genossenversammlung lehnte am 28. Juni 1982 den vom EMD geforderten Verkauf einer 13,5 ha grossen Parzelle mit 104:0 Stimmen ab, wenn auch mit zahlreichen Enthaltungen. Bei der Korporation Oberägeri, die 1977 einen Landverkauf noch kategorisch ausgeschlossen hatte, schien sich hingegen eine Abkehr von der kompromisslosen Blockadehaltung anzudeuten. Aufgrund des persönlichen Einsatzes des Zuger Landammanns und Korporationsbürgers Silvan Nussbaumer (CVP) beschloss die Korporationsversammlung im April 1978, dass wieder Verhandlungen mit dem EMD geführt werden dürfen. Ein halbes Jahr später lag der ausgehandelte Vertrag vor. Das EMD erklärte sich bereit, für 2,3 Millionen Franken eine Fläche von 68,5 ha zu erwerben. Als Zusatzleistungen (die bei einer Enteignung wegfallen würden) bot es den Bau einer Erschliessungs- und Waldstrasse sowie die Entwässerung von 55 ha Land an. Am 3. Dezember 1982, eine Woche vor Ablauf der vom EMD gesetzten Frist, beriet die Korporationsversammlung den Verkaufsvertrag. In der hitzig geführten Debatte, von der auch das Schweizer Fernsehen berichtete, betonten die Befürworter die Notwendigkeit des Waffenplatzes und den Nutzen für die Korporation. Die Gegner befanden die Zusatzleistungen für ungenügend, riefen zur Solidarität mit den betroffenen Familien auf und kritisierten das unsensible Vorgehen des EMD. Schliesslich wurde der Landverkauf mit 496 zu 356 Stimmen deutlich abgelehnt.
Somit fehlten dem EMD noch immer 136 ha. Am 13. Dezember 1982 leitete es im Einvernehmen mit dem Bundesrat und den Kantonsregierungen von Schwyz und Zug die ersten Schritte des Enteignungsverfahrens ein. Es versprach eine «einvernehmliche Lösung» mit finanzieller Entschädigung oder Realersatz. Die AWAR zeigte sich enttäuscht und bezeichnete die angekündigte Enteignung als «Schandfleck», während der WWF davon sprach, dass vonseiten höchster Instanz «auf brutalste Art und Weise» dem Bürger Grund und Boden weggenommen werde. Empörte Einwohner gründeten kurzerhand den «Warnfeuerverein», der erstmals am 20. Dezember beim mittelalterlichen Roten Turm als Protest gemäss altem Brauch ein rund 15 Meter hohes Signalfeuer entzündete und diese Aktion in den folgenden Monaten an mehreren Orten wiederholte. Für Aufsehen sorgte Ende 1982 auch ein in verschiedenen Medien veröffentlichter Briefwechsel zwischen Bundesrat Chevallaz und Arnold Müller, Major und Professor für Veterinärchirurgie, in dem sich beide ziemlich unzimperlich zeigten. Müller war es auch, der die Idee hatte, mittels einer Volksinitiative den Bau des Waffenplatzes doch noch zu verhindern.
In Rothenthurm machten sich auch die Waffenplatzbefürworter bemerkbar. Ende Dezember 1982 bildete sich die «Arbeitsgemeinschaft Pro Rothenthurm» unter dem Vorsitz des früheren Kantonsrates Blasius Abegg. Sie wollte den Gemeinderat dazu bringen, wieder mit dem EMD in Kontakt zu treten, «um die beträchtlichen finanziellen Vorteile und Abgeltungsmassnahmen für die Gemeinde» vertraglich zu sichern. Das Komitee stellte auch fest, dass alle verkaufswilligen Landwirte besser gestellt seien als früher. Die örtlichen Waffenplatzgegner verstärkten ebenso ihre Präsenz: Betroffene Landeigentümer hängten als Zeichen des Protests weisse Leintücher an ihre Häuser und Ställe, auf denen jeweils die Grösse der zu enteignenden Fläche geschrieben stand.

## Politische Auseinandersetzungen

### Vorstellung der Volksinitiative
Vertreter der AWAR, des WWF und der Gemeinde Rothenthurm sowie betroffene Landwirte bildeten ein 13-köpfiges Initiativkomitee. Es legte am 17. Februar 1983 bei der Bundeskanzlei die geplante Volksinitiative zur Vorprüfung vor. Diese war fünf Tage später abgeschlossen und stellte fest, dass alle formalen Bedingungen erfüllt seien. Die Initiative wurde am 8. März im Bundesblatt veröffentlicht, und das Komitee hatte nun 18 Monate (also bis zum 8. September 1984) Zeit, um 100'000 gültige Unterschriften von Stimmberechtigten zu sammeln. Der Initiativtext lautete:
Art. 24sexies Abs. 5

5 Moore und Moorlandschaften von besonderer Schönheit und von nationaler Bedeutung sind Schutzobjekte. Es dürfen darin weder Anlagen gebaut noch Bodenveränderungen irgendwelcher Art vorgenommen werden. Ausgenommen sind Einrichtungen, die der Aufrechterhaltung des Schutzzweckes und der bisherigen landwirtschaftlichen Nutzung dienen.
Übergangsbestimmung:

Einen Tag vor der Publikation präsentierte sich das Initiativkomitee den Medien. Als Ziel gab es an, bis zum Beginn der Sommersession der Bundesversammlung Ende Juni «eine möglichst eindrückliche Unterschriftenzahl» präsentieren zu können. Bei der Auseinandersetzung gehe es «nicht um pro oder kontra Armee», sondern für oder gegen den Verlust der Grossräumigkeit einer einzigartigen Moorlandschaft von nationaler Bedeutung. Das Komitee machte deutlich, dass das Rothenthurmer Hochmoor nur durch die bisherige landwirtschaftliche Nutzung gerettet werden könne. AWAR-Präsident Besmer zog zudem den Nutzen des Realersatzes für die Bauern in Zweifel: «Mit schönen Worten oder Banknoten lässt sich kein Vieh füttern, dazu brauchen wir Land.» Das EMD betonte als Reaktion darauf, es obliege ihm nicht, zu dieser Initiative materiell oder formell Stellung zu nehmen, «obgleich uns deren Anwendung zumindest fragwürdig erscheint». Die «Arbeitsgemeinschaft Pro Rothenthurm» kritisierte die Initiative ebenfalls. Es sei bereits zugesichert worden, 98,5 Prozent des «Sumpfgebietes» von Rothenthurm unter Schutz zu stellen; die Initiative bezwecke somit weniger den Naturschutz als die Verhinderung des Kasernenbaus auf 1,5 Prozent in «naturschützerisch unbedeutendem Gelände an der Bahnlinie». Die Initiative habe damit «deutlich antimilitaristischen Charakter» und dürfe nicht unterstützt werden.
Ende März 1983 reichte der Rothenthurmer Gemeinderat eine Beschwerde beim Bundesgericht gegen die vom Kanton erteilte Rodungsbewilligung für zwölf Hektaren Wald ein (im Juni 1984 abgewiesen). Der Gemeinderat weigerte sich auch, die am 9. April beginnende Planauflage im Enteignungsverfahren durchzuführen, weshalb die Schwyzer Staatskanzlei sie selbst organisieren musste. Sowohl in Rothenthurm als auch in Oberägeri musste die Einsprachefrist wegen Verfahrensmängeln um einen Monat bis zum 9. Juni verlängert werden, da das EMD es zuerst unterlassen hatte, die durch den Waffenplatzbau bedingten Geländeveränderungen durch das Ausstecken von Profilstangen ersichtlich zu machen. Ende Juli gaben die Waffenplatzgegner bekannt, dass insgesamt 37 betroffene Grundeigentümer Einsprachen eingereicht hätten; hinzu kämen 40 weitere mittelbar betroffene Anwohner. Regine Aeppli erklärte als Sprecherin eines achtköpfigen Anwaltsteams, dass die dazu gehörenden Akten rund 3500 Seiten dick seien.

### Zustandekommen der Volksinitiative
Die Initianten konnten beim Sammeln der Unterschriften auf das Netzwerk des WWF zählen. So war beispielsweise ein Unterschriftenbogen dem hauseigenen PANDA-Journal beigelegt. Beim Schweizerischen Bund für Naturschutz (SBN) kam es bezüglich des Waffenplatzprojekts zu einem Kurswechsel: Die Geschäftsführung und der Naturschutzrat als deren Aufsichtsorgan wollten sich zunächst gegen die Volksinitiative stellen, da sie nicht mit Armeegegnern in Zusammenhang gebracht werden wollten. Am 28. Mai 1983 beschloss aber die in Olten tagende Delegiertenversammlung mit 97 zu 27 Stimmen bei 6 Enthaltungen, dass die Organisation die Rothenthurm-Initiative unterstützen müsse. Nur drei Monate nach Beginn der Sammelfrist stand das Zustandekommen der Volksinitiative fest. Das Initiativkomitee vermeldete am 17. Juni, dass bereits mehr als 118'000 Unterschriften zusammengekommen seien. Es hoffte, dass der Ständerat, der als erste Kammer über den Projektkredit in der Höhe von 108 Millionen beraten würde, von dieser klaren Meinungsäusserung breiter Bevölkerungskreise beeindruckt sein werde. Am 19. Juni konnten der Präsident der Eidgenössischen Schätzungskommission und drei Mitarbeiter nur unter Polizeischutz das Gelände betreten, nachdem ihnen rund 20 Landwirte mit Traktoren den Weg versperrt hatten.
Als der Ständerat am 21. Juni 1983 das Traktandum Rothenthurm beriet, war die Initiative trotz des vier Tage zuvor vermeldeten Sammelerfolgs nur am Rande ein Thema. Die Diskussion drehte sich vielmehr darum, ob ein Teilkredit von 8,6 Millionen Franken für das Aufklärungsgelände zu bewilligen sei oder zurückgestellt werden solle. Dabei setzte sich die Mehrheitsmeinung der vorberatenden Militärkommission durch, die folgende Auflagen umfasste: Eine geringfügige Verschiebung des Kasernengeländes nach Süden sowie den Abschluss einer Vereinbarung mit den Standortkantonen über zusätzliche Naturschutzbestimmungen im Waffenplatzgelände. Bundesrat Chevallaz war mit den Auflagen einverstanden. Er kündigte an, ein Drittel des Aufklärungsgeländes, das seinerseits rund 30 Prozent des Hochmoors umfasse, zur Sperrzone zu erklären, wodurch die militärischen Anlagen als Pufferzone zwischen Landwirtschaft und Hochmoor sogar eine Art Schutzfunktion übernehmen könnten. In der Schlussabstimmung stimmten 30:0 Ständeräte für die Annahme des Projektkredits.
Am 16. September 1983 reichte das Initiativkomitee die Rothenthurm-Initiative offiziell bei der Bundeskanzlei ein. Dies geschah fast ein Jahr vor Ablauf der Sammelfrist, womit diese Volksinitiative als eine der erfolgreichsten in die Geschichte einging. Die Bundeskanzlei stellte am 3. November fest, dass von den insgesamt 162'464 abgegebenen Unterschriften 160'239 gültig waren und die Initiative somit rechtskonform zustande gekommen war. Bereits am 27. September hatte der Nationalrat den Baukredit mit 88 zu 21 Stimmen angenommen. Dabei übernahm er die vom Ständerat beschlossenen Änderungen in vollem Umfang. In der fünf Stunden dauernden Debatte stellten sich die Sprecher der bürgerlichen Fraktionen ausnahmslos hinter das Rothenthurmer Vorhaben. Sie wiesen auf die dringlichen Bedürfnisse der Armee hin und betonten, dass mit den «maximalen Zugeständnissen an den Naturschutz» die oberste Grenze des militärisch noch Vertretbaren erreicht sei.

### Juristisches Geplänkel

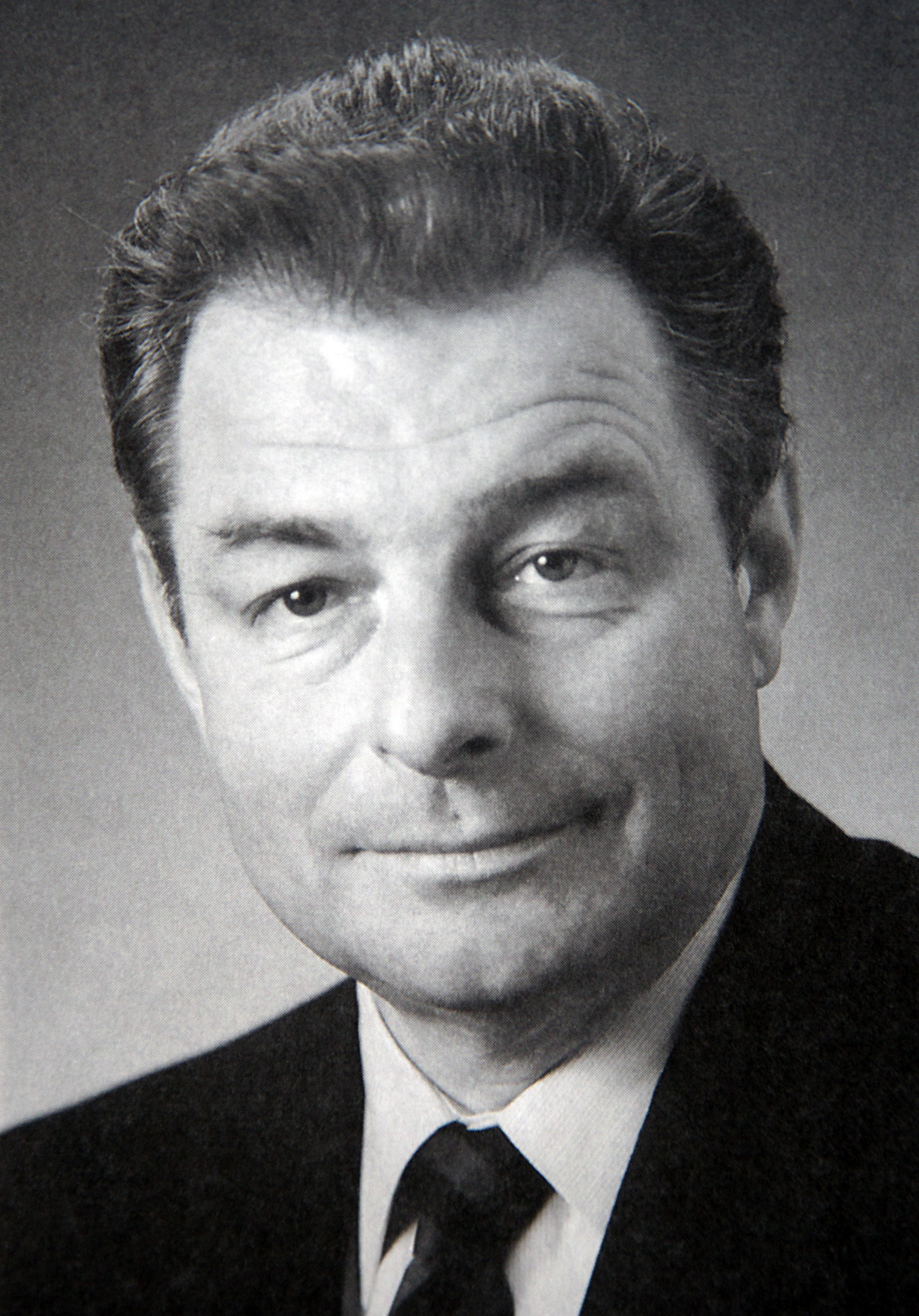
J.-P. Delamuraz

Georges-André Chevallaz trat per Ende 1983 als Bundesrat zurück, auf ihn folgte Jean-Pascal Delamuraz (FDP). Kurz vor dem Jahreswechsel begannen in Rothenthurm erste Aushubarbeiten für die Zufahrtsstrasse zur zukünftigen Kaserne, mitsamt Unterführung unter der Bahnstrecke Biberbrugg–Arth-Goldau. Am 4. Januar 1984 wurde Chevallaz’ letztes amtliches Schreiben veröffentlicht. Darin forderte er den Rothenthurmer Gemeinderat auf, seine Haltung zur Waffenplatzfrage zu überprüfen. Es gebe noch eine Reihe von Modalitäten zu besprechen, auf die die Gemeinde in ihrem Interesse einwirken könne. Die Eidgenössische Schätzungskommission leitete am 6. Januar das Enteignungsverfahren ein und führte im Februar zunächst Einigungsverhandlungen mit den Grundbesitzern durch. Von den insgesamt 163 betroffenen Personen lenkten nur gerade sieben ein, so dass sich das EMD auf diese Weise eine einzige Hektare sichern konnte. Noch zwei Tage vor Beginn der Einigungsverhandlungen verfügte ein Einzelrichter des Bezirksgerichts Schwyz aufgrund der Klage eines betroffenen Pächters einen Baustopp an der Zufahrtsstrasse. Der Bezirksgerichtspräsident bestätigte das Urteil Ende März und verlangte die Wiederherstellung des ursprünglichen Zustands. Zwar konnte das EMD Mitte Mai eine gütliche Einigung mit dem Pächter erzielen, doch der Gemeinderat und der WWF klagten ihrerseits gegen das EMD, da es 1978 beim Grundstückskauf versäumt hatte, sich ins Grundbuch eintragen zu lassen. Die Schätzungskommission betrachtete sich als nicht zuständig, weshalb die Kläger sogleich bei der Kantonsregierung vorstellig wurden.
Die Bauarbeiten an der Zufahrtstrasse wurden wiederaufgenommen. Im Juni 1984 gab die AWAR erstmals die «Rothenthurm-Nachrichten» heraus, die daraufhin viermal jährlich erschienen. Zwei Monate später wies die Kantonsregierung die Beschwerde der Gemeinde und des WWF zurück. Wie zuvor angekündigt, zogen die Kläger den Fall am 7. August ans Bundesgericht weiter. Dieses wies die Beschwerde am 26. September ab. Es befand, dass das EMD für Bauarbeiten ausserhalb der Bauzone keine Ausnahmebewilligung im Sinne des Raumplanungsgesetzes benötige, denn das Militärorganisationsgesetz von 1906 besage, dass militärische Bauten keiner kantonalen Bewilligung unterstellt werden dürfen. Im Dezember versicherte Delamuraz in der Fragestunde des Nationalrats, man werde keine weiteren Bauten auf dem Waffenplatzgelände errichten, solange über die Volksinitiative noch nicht abgestimmt worden sei. Als einer der wehrhaften Landbesitzer im Januar 1985 aus einer finanziellen Notlage heraus doch eine 0,8 Hektaren grosse Parzelle verkaufen wollte, gründete sich umgehend der «Gemeinnützige Verein für Landbesitz», der nur sechs Tage später das Grundstück erwarb und sich dazu verpflichtete, es nicht freiwillig dem EMD zu veräussern.
Am 11. März 1985 lehnte die Eidgenössische Schätzungskommission ein Gesuch des EMD um vorzeitige Besitzeinweisung von neun Hektaren Land ab, die noch nicht in seinem Besitz waren. Die Kommission argumentierte, durch den geplanten Bau der Kasernenanlagen auf den betroffenen Grundstücken würden nicht wieder rückgängig zu machende Schäden entstehen. Zudem erwüchsen dem EMD keine ins Gewicht fallenden Nachteile, wenn es bis zum ordentlichen Abschluss des Enteignungsverfahrens zuwarte. Das EMD zog den Fall ans Bundesgericht weiter, das die Beschwerde am 31. Juli 1985 abwies und das Urteil der Schätzungskommission stützte. Damit verzögerten sich die Bauarbeiten weiter. Anfang Juni 1985 wies das EMD alle Einsprachen der von Enteignung betroffenen Grundbesitzer ab, worauf der WWF einen Monat später Verwaltungsgerichtsbeschwerde beim Bundesgericht erhob und sie hauptsächlich damit begründete, dass das EMD nie einen Bedarfsnachweis erbracht habe. Mitte November desselben Jahres waren beim Bundesgericht rund 150 Beschwerden gegen das vom EMD eingeleitete Enteignungsverfahren hängig. Fulvio Antognini und Alfred Kuttler, zwei auf Enteignungsrecht spezialisierte Bundesrichter, besichtigten das umstrittene Waffenplatzgelände, um sich vor Ort ein Bild über die Situation zu machen. Begleitet wurden sie von EMD-Vertretern, Waffenplatzgegnern und Gemeinderäten.
Die I. öffentlich-rechtliche Abteilung des Bundesgerichts hiess am 25. Juli 1986 nach mehrstündiger Sitzung elf Beschwerden von Waffenplatzgegnern teilweise gut. Es ordnete an, dass das Einspracheverfahren um die Enteignungen wiederholt werden muss, und blockierte somit vorerst die Realisierung des Projekts. Zwar machten die Richter klar, dass die Notwendigkeit des Waffenplatzes nicht ernstlich in Zweifel gezogen werden könne, andererseits seien mehrere Aspekte zu wenig genau geprüft worden. So müsse das 1985 in Kraft getretene Umweltschutzgesetz angewendet und eine Umweltverträglichkeitsprüfung durchgeführt werden. Insbesondere fehle eine Prognose der Lärmemissionen. Die Richter bemängelten auch das Vorenthalten wesentlicher Unterlagen von Gutachtern und unpräzise ausgearbeitete Baupläne für das Kasernenareal. Darüber hinaus werde man über Einwirkungen auf Biologie und Landwirtschaft im Aufklärungsgelände ebenso im Unklaren gelassen wie über geplante Erdverschiebungen. Das Gericht forderte das EMD auf, die fehlenden Unterlagen zu vervollständigen und den Gegnern Gelegenheit zur Stellungnahme zu geben. Das EMD betonte in einer ersten Stellungnahme, dass der Waffenplatz grundsätzlich für notwendig erklärt worden und nur wegen Detailfragen zurückgewiesen worden sei. Allerdings könne der geplante Eröffnungstermin 1988 nicht mehr eingehalten werden. Seitens der gegnerischen Anwälte zeigte man sich überrascht, wie kritisch die Richter dem EMD die Missachtung elementarer Vorschriften vorwarfen. Die AWAR bemerkte dazu, das EMD habe gewissermassen Richter in eigener Sache gespielt und den Ermessensspielraum zu seinen Gunsten ausgenützt.

### Parlamentarische Debatten
Die Veröffentlichung der Botschaft des Bundesrates zuhanden der Bundesversammlung erfolgte am 11. September 1985. Darin nahm der Bundesrat ausführlich Stellung zur zwei Jahre zuvor eingereichten Volksinitiative und beantragte deren Ablehnung. Der Waffenplatz in der vorgesehenen Form entspreche «einer unabdingbaren militärischen Notwendigkeit». Eine Fläche von 674 Hektaren des naturschützerisch wertvollen Rothenthurmer Moorgebiets sei im Dezember 1983 ins Bundesinventar der Landschaften und Naturdenkmäler von nationaler Bedeutung (BLN) aufgenommen worden; damit verbunden sei die Pflicht zur grösstmöglichen Schonung. Das in der Übergangsbestimmung der Volksinitiative enthaltene rückwirkende Bau- und Veränderungsverbot per 1. Juni 1983 sei «ein ungewohntes Element in unserer Eigentumsordnung». Eine zusätzliche Verankerung des Moorschutzes auf Verfassungsstufe sei überflüssig, da die Moore gegenüber anderen Kategorien von Biotopen hervorgehoben würden. Allerdings erkannte der Bundesrat an, dass beim Vollzug des Biotopschutzes Mängel bestünden, vor allem bei der Verteilung der Kompetenzen zwischen Bund und Kantonen. Wie im März dieses Jahres bereits angekündigt, präsentierte er deshalb mehrere Ergänzungen des Bundesgesetzes über den Natur- und Heimatschutz (NHG) als indirekten Gegenvorschlag. Diese könnten auch im Falle einer Ablehnung der Volksinitiative durch Volk und Stände in Kraft treten.
Als erste der beiden Parlamentskammern befasste sich der Ständerat am 17. Juni 1986 mit Volksinitiative und Gegenvorschlag. Die Diskussion drehte sich vor allem um die Frage, ob dem Hochmoor mit oder ohne Waffenplatz der bestmögliche Naturschutz zukomme. Zwar stellten die bürgerlichen Parteien den Moorschutz nicht mehr grundsätzlich in Frage, doch sie gewichteten die Interessen der Armee weiterhin höher als jene des Naturschutzes, weshalb sie in der Revision des NHG eine gute Alternative sahen. Der Ständerat folgte dem Antrag seiner Militärkommission und lehnte die Initiative mit 32:3 Stimmen ab; die von Esther Bührer (SP) vorgebrachte gegenteilige Position blieb somit chancenlos. Mit 32:2 Stimmen war auch die Revision des NHG unbestritten, wobei der Ständerat geringfügige Retuschen gegenüber der bundesrätlichen Version vornahm.

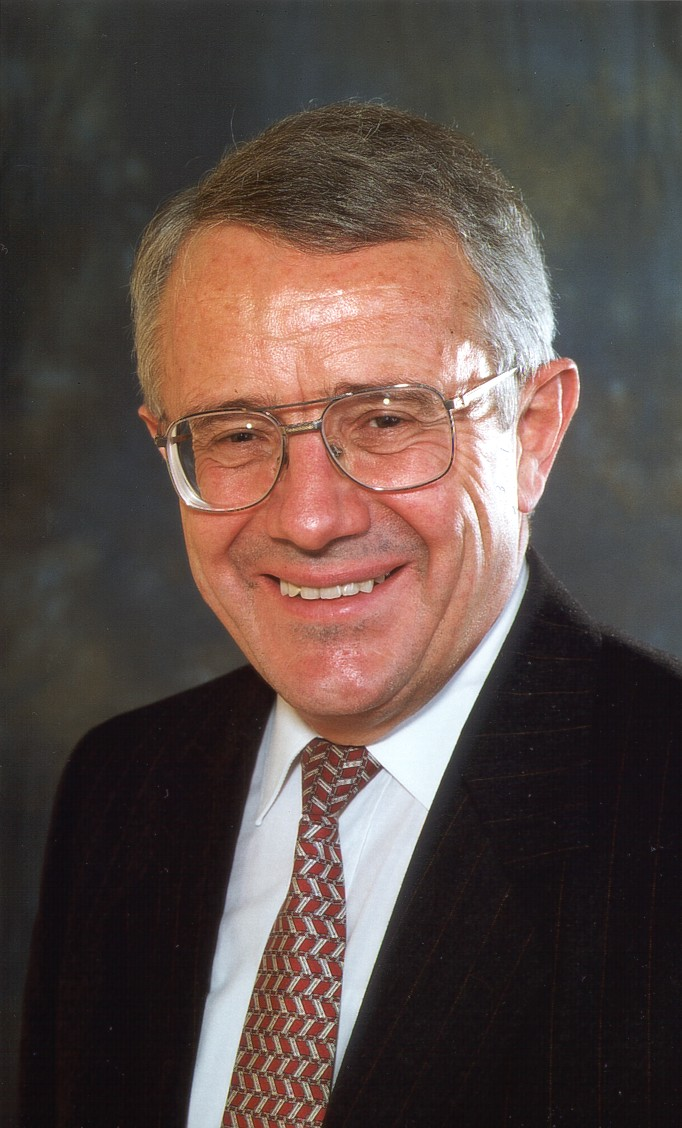
Arnold Koller

Über acht Monate nach dem Ständerat behandelte am 9. März 1987 auch der Nationalrat die Volksinitiative. Dies geschah mit einem halben Jahr Verzögerung, da der Bundesrat seine Präsentation an die geänderten Rahmenbedingungen, die sich durch das Bundesgerichtsurteil vom Juli 1986 ergeben hatten, anpassen musste. Die Position der Regierung vertrat nicht der neue EMD-Vorsteher Arnold Koller, sondern Flavio Cotti (CVP), dessen Departement des Innern damals für Umweltbelange zuständig war. Er erklärte, dass der Waffenplatz das schützenswerte Hochmoor nur «in einigen belanglosen Randgebieten» tangiere und dass der Bundesrat keinen Widerspruch zwischen militärischer Nutzung und Naturschutz sehe. Die Mitte-rechts-Mehrheit im Nationalrat schloss sich dieser Darstellung an und lehnte die Initiative mit 115:56 Stimmen ab, während die NHG-Revision mit 119:0 Stimmen unbestritten war. Geringfügige Differenzen bei den NHG-Versionen von National- und Ständerat konnten am 20. März nach kurzer Diskussion bereinigt werden.

### Argumente im Abstimmungskampf
Die AWAR bereitete sich auf den nahenden Abstimmungskampf vor. Sie weitete ihre Tätigkeit durch die Gründung von regionalen Ablegern aus, und im März 1987 nahm das Initiativkomitee die Rechtsform eines Vereins an. Ein neu eingerichtetes Sekretariat diente als zentrale Informations- und Koordinationsstelle und war auch für die Mittelbeschaffung zuständig. Als Abstimmungstermin legte der Bundesrat den 6. Dezember 1987 fest (siehe auch Volksabstimmungen in der Schweiz 1987). Zugunsten der Initianten gestaltete der Maler Fritz Hug das Abstimmungsplakat, das verschiedene gefährdete Arten in einer Moorlandschaft zeigt.
Ende März 1987 sorgte Arnold Koller für Aufregung im Ja-Lager, als er im Zusammenhang mit der im September 1986 eingereichten Armeeabschaffungsinitiative von einem «Rothenthurm-Effekt» sprach und weiter ausführte, dass man die Armee auch «auf indirektem Weg via Naturschutz abschaffen» könne, indem man ihr den «unerlässlichen Übungsraum vorenthält». Bei der Beschlussfassung für die Abstimmungsparolen gab es kaum Überraschungen. Gegen die Initiative sprachen sich die CVP, die FDP, die SVP, die LPS, die EVP, die EDU, die Auto-Partei und die Schweizer Demokraten aus, ebenso die Schweizerische Offiziersgesellschaft, der Arbeitgeberverband, der Bauernverband, der Gewerbeverband und die Vereinigung schweizerischer Angestelltenverbände. Unterstützung erhielten die Initianten von der SP, den Grünen, dem LdU, der PdA und den POCH, ausserdem vom Gewerkschaftsbund. Von den nationalen Parteien abweichende Ja-Parolen kamen von der CVP Genf sowie von der EVP Basel-Landschaft, der EVP Basel-Stadt und der EVP Schaffhausen.
Im Abstimmungskampf hoben die Waffenplatzgegner stets die ökologische Einzigartigkeit der Rothenthurmer Moorlandschaft in der Schweiz hervor, die es unbedingt zu schützen gelte. Dabei bearbeiteten vor allem die Vertreter von WWF Schweiz dieses Themenfeld. Für den Rothenthurmer Gemeinderat hingegen war der Naturschutz eher von zweitrangiger Bedeutung, während wirtschaftliche, politische und soziale Überlegungen für ihn stets wichtiger waren. Die Waffenplatzgegner wiederum stellten den Naturschutz gar nicht in Frage, sondern argumentierten, dass das Waffenplatzgelände das besonders schützenswerte Hochmoorgebiet nur in einem kleinen Randbereich tangiere. Dieses könne mithilfe gesetzlicher Vorschriften gegen störende Einflüsse zusätzlich abgeschirmt werden. Darüber hinaus schützte das revidierte Natur- und Heimatschutzgesetz im Gegensatz zur Volksinitiative nicht nur Moore, sondern alle Arten von Biotopen. Ein wichtiges Anliegen vor allem der Schwyzer Kantonsregierung war der wirtschaftliche Nutzen, den ein Waffenplatz der ökonomisch schwächer entwickelten Region bringen würde, da deren industrielles und touristisches Potenzial eingeschränkt sei. Die Kantonsregierung erhoffte sich positive wirtschaftliche Impulse, insbesondere für die örtlichen Gewerbetreibenden. Auch die Oberallmeindkorporation hob die wirtschaftlichen Aspekte hervor, insbesondere neu entstehende Arbeitsplätze. Die Gegner bezweifelten den Umfang des versprochenen wirtschaftlichen Nutzens, zumal die Vorteile nur einzelnen Nutzniessern zugutekämen.
Selbst in der Endphase des Kalten Kriegs war für die Befürworter unbestritten, dass der Waffenplatz ein unverzichtbares Element der Landesverteidigung sei und die Region ihren Beitrag zur bewaffneten Neutralität der Schweiz leisten müsse. Armee und Bundesrat zogen die Notwendigkeit des Projekts deshalb nie ernsthaft in Zweifel. Auch die Oberallmeindkorporation trat bewusst armeefreundlich in Erscheinung und ging sogar so weit, Exponenten der AWAR wider besseres Wissen mit «linksradikalem Gedankengut» in Verbindung zu bringen und sie als «Armeefeinde» zu diffamieren – ein damals weit verbreitetes, vom rigiden Antikommunismus geprägtes Argumentationsmuster. Auch begegneten konservative Kreise dem von Michail Gorbatschow begonnenen Öffnungs- und Entspannungskurs in der Sowjetunion noch mit tiefem Misstrauen. Die Waffenplatzgegner beteuerten von Anfang an mit Nachdruck, dass sie keinesfalls Armeegegner seien, sondern lediglich das ihrer Ansicht nach schädliche Waffenplatzprojekt bekämpften. In einer Erklärung stellte das Initiativkomitee unmissverständlich fest, dass es «grundsätzlich zur Notwendigkeit einer militärischen Landesverteidigung» stehe. Der WWF betonte, dass versucht werde, sein «Naturschutz-Engagement mit dummen Sprüchen gezielt als armeefeindlich zu verfemen».
Aufgrund der Stellung von Schwyz als einem der Urkantone bedienten sich beide Seiten bei Geschichtsbildern der nationalen Mythen der Schweiz. Insbesondere die geografische Nähe Rothenthurms zur Schlacht am Morgarten, die 1315 nur drei Kilometer westlich stattfand, weckte historische Assoziationen, wenn auch auf unterschiedliche Weise. Die Waffenplatzbefürworter nutzten Morgarten als Widerstandssymbol der Schweiz als Ganzes und spannten dabei einen Bogen bis hin zu den Weltkriegen und dem Kalten Krieg. Dadurch betonten sie vor allem den von der Geistigen Landesverteidigung glorifizierten «Sonderfall Schweiz». Ihr Narrativ war, dass die Schweiz weiterhin von aussen bedroht werde und deshalb eine wehrhafte Armee benötige, die auf Waffenplätzen wie in Rothenthurm ausgebildet wird. Die Waffenplatzgegner sahen Morgarten hingegen nicht als Symbol der heutigen Schweiz, sondern spezifisch der besonders freiheitsliebenden Innerschweiz, die sich wie einst gegen die Habsburger nun auch gegen das EMD zur Wehr setzen müsse. Es stehe der Bundesebene grundsätzlich nicht zu, sich über direktdemokratisch getroffene Entscheide der lokalen Bevölkerung hinwegzusetzen. Die bei mehreren Gelegenheiten entzündeten Warnfeuer verbanden sie mit dem Ausdruck, dass die Demokratie in Gefahr sei. Ebenfalls ausgiebig referenzierten die Gegner den Rütlischwur und Wilhelm Tell. Sie setzten das EMD mit «fremden Vögten» gleich und brachten dies mit Darstellungen des Gesslerhuts zum Ausdruck, denn genauso wie 1291 versuche die «Obrigkeit», den Innerschweizern ihren Willen aufzuzwingen.

## Abstimmungsergebnis
In den 1980er Jahren gab es vor eidgenössischen Volksabstimmungen noch keine Meinungsumfragen, weshalb vor dem Abstimmungstermin am 6. Dezember 1987 vor allem die Waffenplatzbefürworter optimistisch waren. Umso überraschender fiel das Ergebnis aus: 57,8 Prozent der Abstimmenden nahmen die Rothenthurm-Initiative an, und mit 20:3 stimmten auch die Stände (Kantone) mehrheitlich zu. Damit schaffte die Initiative sowohl Volksmehr als auch Ständemehr. Seit der Einführung des Initiativrechts im Jahr 1892 war es erst die neunte Volksinitiative, die angenommen wurde, im Bereich Umweltschutz sogar die erste überhaupt. Ablehnende Mehrheiten erzielte sie nur in den Kantonen Schwyz, Thurgau und Wallis. Der Standortkanton Schwyz sagte mit 52,7 Prozent Nein, wobei es einen deutlichen Gegensatz zwischen den ablehnenden südlichen und den annehmenden nördlichen Bezirken gab. Die Gemeinde Rothenthurm verzeichnete mit 85 Prozent die höchste dort je erreichte Stimmbeteiligung; hier sprachen sich 485 zu 240 Personen für Annahme der Initiative aus. In der ebenfalls betroffenen Zuger Nachbargemeinde Oberägeri betrug der Unterschied nur zehn Stimmen (804 Ja zu 794 Nein).
| Kanton                 | Stimmberechtigte | Ja-Stimmen | Nein-Stimmen | Ja (%) | Nein (%) | Beteiligung (%) | Ergebnis |
| ---------------------- | ---------------- | ---------- | ------------ | ------ | -------- | --------------- | -------- |
| Aargau                 | 307'674          | 068'417    | 064'969      | 51,3   | 48,7     | 43,9            | ja       |
| Appenzell Ausserrhoden | 032'581          | 009'917    | 007'470      | 57,0   | 43,0     | 53,9            | ja       |
| Appenzell Innerrhoden  | 008'894          | 002'485    | 002'361      | 51,3   | 48,7     | 54,6            | ja       |
| Basel-Landschaft       | 152'033          | 048'650    | 025'874      | 65,3   | 34,7     | 49,7            | ja       |
| Basel-Stadt            | 133'789          | 046'889    | 020'176      | 69,9   | 30,1     | 50,7            | ja       |
| Bern                   | 647'331          | 193'227    | 129'784      | 59,8   | 40,2     | 50,5            | ja       |
| Freiburg               | 131'054          | 035'371    | 023'652      | 59,9   | 40,1     | 45,6            | ja       |
| Genf                   | 193'711          | 045'577    | 020'014      | 69,5   | 30,5     | 34,6            | ja       |
| Glarus                 | 023'505          | 006'582    | 004'548      | 59,1   | 40,9     | 47,7            | ja       |
| Graubünden             | 112'121          | 023'595    | 020'102      | 54,0   | 46,0     | 39,6            | ja       |
| Jura                   | 043'607          | 014'943    | 006'448      | 69,9   | 30,1     | 50,0            | ja       |
| Luzern                 | 205'567          | 056'295    | 046'329      | 54,9   | 45,1     | 50,6            | ja       |
| Neuenburg              | 099'196          | 026'127    | 016'754      | 60,9   | 39,1     | 43,8            | ja       |
| Nidwalden              | 022'145          | 005'877    | 005'457      | 51,9   | 48,1     | 52,0            | ja       |
| Obwalden               | 018'537          | 004'296    | 003'789      | 53,1   | 46,9     | 44,2            | ja       |
| Schaffhausen           | 046'364          | 017'792    | 013'264      | 56,6   | 43,4     | 71,5            | ja       |
| Schwyz                 | 068'708          | 016'801    | 018'691      | 47,3   | 52,7     | 52,1            | nein     |
| Solothurn              | 150'040          | 054'058    | 036'652      | 59,6   | 40,4     | 62,0            | ja       |
| St. Gallen             | 257'856          | 070'608    | 051'620      | 57,8   | 42,2     | 47,8            | ja       |
| Tessin                 | 168'762          | 038'390    | 026'465      | 59,2   | 40,8     | 39,3            | ja       |
| Thurgau                | 120'844          | 029'108    | 029'756      | 49,4   | 50,6     | 49,4            | nein     |
| Uri                    | 023'347          | 005'799    | 004'940      | 54,0   | 46,0     | 46,6            | ja       |
| Waadt                  | 333'666          | 076'238    | 059'873      | 56,0   | 44,0     | 41,5            | ja       |
| Wallis                 | 155'431          | 024'881    | 038'460      | 39,3   | 60,7     | 41,7            | nein     |
| Zug                    | 052'802          | 017'267    | 013'264      | 56,6   | 43,4     | 58,4            | ja       |
| Zürich                 | 741'372          | 214'258    | 151'963      | 58,5   | 41,5     | 50,0            | ja       |
| Schweiz                | 4'251'027        | 1'153'448  | 843'555      | 57,8   | 42,2     | 47,7            | ja       |

## Reaktionen und Folgen
Das Initiativkomitee zeigte sich über den Ausgang der Abstimmung positiv überrascht. Es forderte, dass das EMD mit der sofortigen Einstellung des Enteignungsverfahrens ein Zeichen setzen müsse. Die überzogene Propaganda der Waffenplatzbefürworter habe sich kontraproduktiv ausgewirkt. Das Ja zur Initiative sei nicht als grundsätzliches Nein zu einem Waffenplatz zu verstehen, denn dieser könne auch in kleinerem Umfang im nicht geschützten Bereich realisiert werden. Der Appenzeller Ständerat Otto Schoch als Präsident des Aktionskomitees der Initiativgegner bedauerte, dass das Volk einem kompromisslosen Naturschutz gegenüber einem flexibleren und besseren Gesetz den Vorzug gegeben habe. Die FDP teilte mit, die Stimmberechtigten hätten zum Ausdruck gebracht, dass die Armee auf Wünschbares, aber nicht auf unbedingt Notwendiges verzichten müsse. Während die SVP allgemein enttäuscht über die klare Annahme war, sprach die CVP davon, dass die Mehrheit wohl den Beteuerungen misstraut habe, dass Armee- und Umweltschutzbelange in Rothenthurm miteinander in Einklang hätten gebracht werden können. Die SP wertete das Ergebnis als «kleine Sensation», denn bisher habe das EMD selbst bei «windigsten Vorlagen und überrissensten Beschaffungen» auf Erfolge zählen können.
Die im April 1988 veröffentlichte Vox-Analyse des Forschungsinstituts gfs.bern zeigte, dass Naturschutzargumente mit Abstand die wichtigste Rolle bei der Entscheidungsfindung der Abstimmenden gespielt hatten. Der Schutz der Natur und insbesondere der Rothenthurmer Moorlandschaft stand demnach bei 63 % der zustimmenden Befragten im Vordergrund, hingegen war die Verhinderung des Waffenplatzes nur bei einem Fünftel das Hauptmotiv. Lediglich 5 % der Zustimmenden verstanden ihr Votum als Ablehnung der Armee an sich.
Mit dem Erwahrungsbeschluss des Bundesrates vom 28. Januar 1988 trat die Initiative offiziell in Kraft. Einen Tag zuvor teilte die nationalrätliche Militärkommission mit, dass das EMD ein neues redimensioniertes Bauprojekt ausarbeite, das der Rothenthurm-Initiative Rechnung tragen werde. Mitte Februar liess das EMD das umstrittene, im geschützten Bereich liegende Aufklärungsgelände offiziell fallen und zog sämtliche Enteignungsbegehren zurück, während das daran angrenzende Infanterie- und Kasernengelände vorerst nicht betroffen war. Im September 1988 fanden erstmals seit 1975 wieder offizielle Gespräche zwischen dem EMD und dem Rothenthurmer Gemeinderat statt. Nach der Annahme der Volksinitiative ergaben sich Probleme bei der Abgrenzung dessen, was unter dem Begriff «Moorlandschaft» im Verfassungsartikel zu verstehen sei, weshalb die Kantone Schwyz und Zug zusammen mit dem Bundesamt für Umwelt, Wald und Landschaft eine Arbeitsgruppe einsetzten. Diese definierte im Dezember 1990 nach einjähriger Arbeit einen Schutzperimeter, der deutlich über das ursprünglich geschützte Areal hinausging. Aus diesem Grund war die Realisierung des geplanten Waffenplatzes nun endgültig nicht mehr möglich. Im Mai 1994 gab das EMD bekannt, dass es insgesamt 107 Hektaren seines Landbesitzes in Rothenthurm verkaufen werde.
Im Januar 1991 erliess der Bundesrat auf der Basis des revidierten Bundesgesetzes über den Natur- und Heimatschutz das Bundesinventar der Hoch- und Übergangsmoore von nationaler Bedeutung, das in Rothenthurm und Oberägeri insgesamt 385 Hektaren Moorlandschaft unter besonderen Schutz stellt. Im September 1994 folgte der Erlass des Bundesinventars der Flachmoore von nationaler Bedeutung. Seit der Totalrevision der Schweizer Bundesverfassung 1999 ist der Moorschutzartikel unter Artikel 78, Absatz 5 zu finden. Moore von nationaler Bedeutung bedecken insgesamt eine Fläche von rund 240 Quadratkilometern, was 0,6 % der Landesfläche entspricht. Durch die Unterschutzstellung konnte der Umfang der Moore zwar in etwa gehalten werden, doch deren ökologische Qualität sank aufgrund der Folgen früherer Eingriffe zunächst weiter. Deshalb hat der Bund verschiedene Verordnungen erlassen, die Schutzziele und Regenerationsmassnahmen sowie die Einrichtung von Pufferzonen vorschreiben. Insbesondere sollen die Moore vor dem Austrocknen bewahrt werden. Aktive Massnahmen zu diesem Zweck werden mithilfe von Umweltschutzorganisationen umgesetzt. Beispielsweise setzt Pro Natura im Rothenthurmer Moor grossflächig hölzerne Spundwände in den Boden, die das Wasser zurückhalten und somit der Entwässerung erfolgreich entgegenwirken.